# SPAD

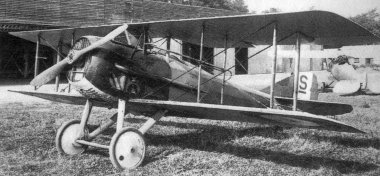
SPAD S.VII är ett exempel på en modell som SPAD har tillverkat

SPAD är firmanamnet för Société Pour L'Aviation et ses Dérivés en flygplansfabrik i Paris som producerade en mängd berömda jaktplan under första världskriget.